# Saquon Barkley
Saquon Rasul Quevis Barkley (Bronx, 7 de fevereiro de 1997) é um jogador de futebol americano que joga como running back pelo Philadelphia Eagles na National Football League (NFL).
Ele jogou futebol americano universitário na Penn State por três temporadas, correndo para 3.843 jardas com 43 touchdowns, enquanto acumulava 1.195 jardas de recepção com 8 touchdown. Ele totalizou 5.557 jardas em sua carreira no colegial. Barkley recebeu atenção nacional e terminou em quarto lugar na votação do troféu Heisman com 304 votos no total e foi terceiro na votação do Prêmio Maxwell. Ele também recebeu vários prêmios e reconhecimento nacional e na Big Ten Conference. Durante a carreira colegial, ele quebrou inúmeros recordes: mais touchdowns terrestres, mais jardas terrestres por um calouro e mais jardas totais em um único jogo.
Em 2018, foi draftado pelo New York Giants, da NFL, time que defendeu até 2023.

## Primeiros anos
Barkley nasceu no Bronx, em Nova York. Ele cresceu como um fã do New York Jets idolatrando o running back Curtis Martin. O pai de Barkley, Alibay era um boxeador amador. Barkley e sua família se mudaram para Bethlehem, Pensilvânia, em busca de um ambiente mais seguro e suburbano. 
Barkley frequentou a Whitehall High School em Whitehall Township, na Pensilvânia, que compete na Eastern Pennsylvania Conference (PIAA).
Em Whitehall, Barkley correu para 3.646 jardas com 63 touchdowns no seu segundo ano e no último ano, incluindo 1.856 jardas e 31 touchdowns no último ano.
Barkley foi classificado como um recruta de quatro estrelas e se comprometeu com a Universidade de Penn State para jogar futebol americano universitário. Ele originalmente se comprometeu com a Rutgers antes de mudar para a Penn State.
| Nome | Cidade natal                                                                  | Médio / superior | Altura | Peso   | 40‡  | Data de submissão       |
| --- | ----------------------------------------------------------------------------- | ---------------- | ------ | ------ | ---- | ----------------------- |
| Saquon Barkley RB | Coplay, PA                                                                    | Whitehall HS     | 1.80 m | 106 kg | 4.41 | 19 de Fevereiro de 2014 |
| Saquon Barkley RB | Recrutamento de classificação por estrelas: Scout: Rivais: 247Sports: ESP: 80 |                  |        |        |      |                         |
| - ‡ Refere-se a 40 jardas - Nota: Em muitos casos, Scout, Rivais, 247Sports, e a ESPN pode entrar em conflito em suas listagens de peso, altura e 40 de tempo. - Nestes casos, a média foi tirada. ESPN notas são em uma escala de 100 pontos. Fontes: - "Em 2013 A Equipe Ranking". Rivals.com. |                                                                               |                  |        |        |      |                         |

## Carreira na faculdade

### Primeiro ano
Barkley ganhou tempo de jogo imediato como um calouro na Penn State em 2015. Depois de correr para uma jarda em uma corrida durante seu primeiro jogo, ele correu para 115 jardas com um touchdown em seu segundo jogo. Ele seguiu o desempenho correndo para 195 jardas e 2 touchdowns em 21 corridas em seu terceiro jogo. Em outubro, ele perdeu dois jogos devido a lesão. Em seu primeiro jogo contra o Ohio State, ele correu para 194 jardas em 26 corridas. 
Durante seu primeiro ano, Barkley teve 182 corridas para 1.076 jardas e sete touchdowns.
Durante as férias, Barkley recebeu grandes elogios por seu excelente ano de calouro. Ele foi premiado com o segundo time da All-Big Ten (recebendo votos para o primeiro time) e o prêmio de Calouro do Ano da BTN.com.

### Segundo ano

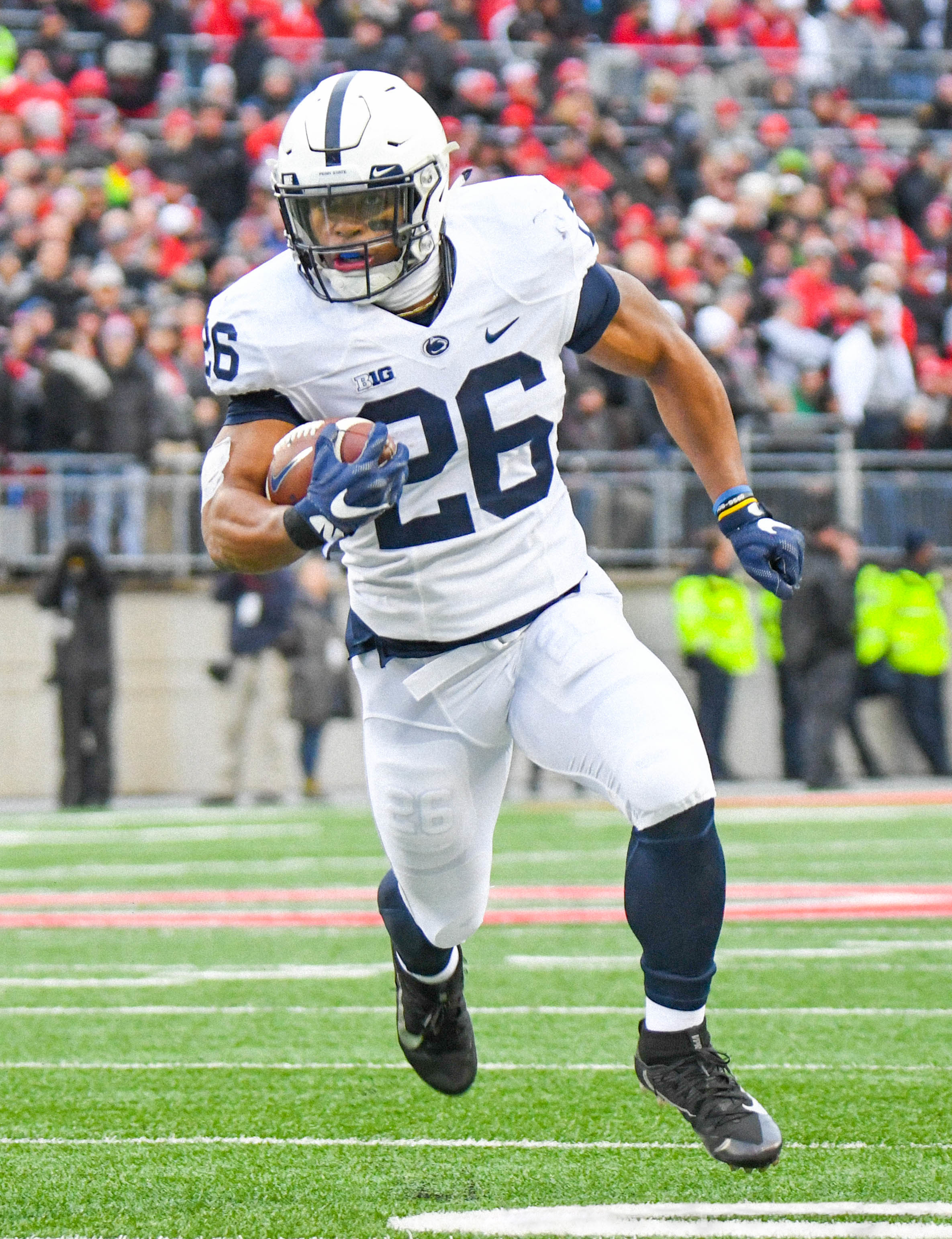
Barkley no Penn State em 2017.

No primeiro jogo de seu segundo ano, Barkley correu para 105 jardas e um touchdown em uma vitória por 33-13 sobre Kent State. Na semana seguida, em um jogo de rivalidade contra Pitt, Barkley marcou cinco touchdowns. Na semana seis contra Maryland, Barkley teve seu primeiro jogo com 200 jardas na faculdade. Ele terminou com 31 corridas para 202 jardas e um touchdown. Na semana sete, em um confronto contra Ohio State, Barkley correu para 99 jardas em 12 corridas em uma vitória por 24-21 sobre Buckeyes. Na semana oito, Barkley teve 207 jardas e dois touchdowns, juntamente com 70 jardas de recebimento, dando-lhe um total de 277 jardas no dia.
Em 1 de novembro de 2016, foi anunciado que Barkley foi nomeado semifinalista para o Prêmio Maxwell. Em 5 de novembro, Barkley correu para 167 jardas e um touchdown contra Iowa. Ele acrescentou 44 jardas e outro TD no ar, para um total de 211 jardas multiúso na vitória por 41-14.
Após a temporada regular, Barkley foi eleito o Jogador Ofensivo do Ano e pro Primeiro-Time da All-Big Ten.
Em 3 de dezembro de 2016, Barkley teve 19 corridas para 83 jardas, correu para um touchdown, e pegou um passe para touchdown. Seus esforços ajudaram Penn State a se recuperar de um déficit de 28-7 e virar o jogo para 38-31 na Final da Big Ten de 2016.
Durante o Rose Bowl de 2017, Barkley teve 194 jardas em 25 corridas, com 7,8 jardas por corrida, assim como um touchdown de 79 jardas que deu à Penn State uma vantagem de 28-27, mas no final a USC venceu o jogo por 52-49.
Barkley estabeleceu o recorde da Penn State para jardas em uma temporada de calouro (1.076) e por um estudante de segundo ano (1.496).

### Terceiro ano
No primeiro jogo da temporada contra Akron, Barkley teve 14 corridas para 172 jardas e dois touchdowns. Ele também registrou 54 jardas de recebimento em duas recepções. Por seus esforços, Barkley foi nomeado Jogador Ofensivo da Semana da Big Ten.
Na abertura da Big Ten de 2017, Nittany Lions visitou o Iowa Hawkeyes. Na vitória de 21-19, Barkley teve um total de 358 jardas. Ele estabeleceu o recorde de mais jardas em um único jogo. Barkley terminou o jogo com 211 jardas e um touchdown, 94 jardas de recepção e 53 jardas de retorno de chute. Por seus esforços, Barkley foi novamente nomeado Jogador Ofensivo da Semana da Big Ten.
No primeiro jogo em casa da campanha contra Indiana Hoosiers, Barkley retornou o chute inicial de 98 jardas para touchdown e recebeu um passe de 16 jardas no final do quarto quarto para fechar uma vitória de 45-14. Barkley se tornou o primeiro jogador na história do Big Ten a marcar TD em um retorno e um passe no mesmo jogo. Por seus esforços, Barkley foi eleito o Jogador da Semana dos Times Especiais da Big Ten.
Em 31 de dezembro de 2017, cerca de 24 horas após a vitória do time no Fiesta Bowl em 2017, Barkley declarou sua intenção de entrar no draft.

### Estatísticas da faculdade
| Temporada | Equipe     | Jogos | Correndo | Correndo | Correndo | Correndo | Correndo | Recebendo | Recebendo | Recebendo | Recebendo | Recebendo | Retorno de chute | Retorno de chute | Retorno de chute | Retorno de chute | Passando | Passando | Passando | Passando |
| Temporada | Equipe     | Jogos | Ten      | Jds      | Média    | Lng      | TD       | Rec       | Jds       | Média     | Lng       | TD        | R                | Jds              | Lng              | TD               | Comp     | Ten      | Jds      | TD       |
| --------- | ---------- | ----- | -------- | -------- | -------- | -------- | -------- | --------- | --------- | --------- | --------- | --------- | ---------------- | ---------------- | ---------------- | ---------------- | -------- | -------- | -------- | -------- |
| 2015      | Penn State | 11    | 182      | 1 076    | 5,9      | 56       | 7        | 20        | 161       | 8,1       | 32        | 0         | 1                | 12               | 12               | 0                | 0        | 0        | 0        | 0        |
| 2016      | Penn State | 14    | 272      | 1 496    | 5,5      | 81E      | 18       | 28        | 402       | 14,4      | 44E       | 5         | 4                | 84               | 33               | 0                | 0        | 0        | 0        | 0        |
| 2017      | Penn State | 13    | 217      | 1 271    | 5,9      | 92E      | 18       | 54        | 632       | 11,7      | 85E       | 3         | 14               | 423              | 98E              | 2                | 2        | 2        | 36       | 1        |
| Carreira  | Carreira   | 38    | 672      | 3 843    | 5,7      | 92E      | 43       | 102       | 1 195     | 11,7      | 85E       | 8         | 19               | 519              | 98E              | 2                | 2        | 2        | 36       | 1        |
| Fonte     |            |       |          |          |          |          |          |           |           |           |           |           |                  |                  |                  |                  |          |          |          |          |

### Prêmios
- Calouro Ofensivo da Temporada 2018
- Campeão do Fiesta Bowl de 2017[28]
- 6× Jogador Ofensivo da Semana da Big Ten – 2017, 2016[29]
- 2× Jogador da Semana dos Times Especiais da Big Ten (2017)[30]
- Prêmio Paul Hornung – 2017
- All-American consensual – 2017[31]
- Primeira-Equipe All-American pela Sporting News – 2017
- Primeira-Equipe All-American pela ESPN – 2017
- Primeira-Equipe All-American pela FWAA – 2017[32]
- Primeira-Equipe All-American pela AP – 2017[33]
- Primeira-Equipe All-American pela Walter Camp  – 2017[34]
- Jogador Ofensivo do Ano da Big Ten – 2016, 2017[35]
- Running Back do Ano da Big Ten – 2016, 2017[36]
- Especialista em retorno do ano da Big Ten – 2017[37]
- Campeão da Big Ten – 2016
- Terceira-Equipe All-American pela AP – 2016[38]
- Segunda-Equipe All-American pela Sporting News – 2016[39]
- Primeira-Equipe da All-Big Ten – 2016[40]
- Segunda-Equipe da All-Big Ten – 2015[41]

#### Recordes
Penn State
- Mais touchdowns terrestres – 43
- Mais jardas correndo por um calouro – 1.076 jardas
- Mais jardas correndo por um estudante de segundo ano – 1,496 jardas
- Mais jardas em um jogo único – 358 jardas
- Primeiro jogador a marcar um touchdown de retorno e um recebendo no mesmo jogo

## Carreira profissional
Em 31 de dezembro de 2017, Barkley declarou suas intenções de entrar no Draft de 2018. No final de fevereiro, o projetaram como a segunda seleção geral, o maior desde Reggie Bush, em 2006. Mel Kiper Jr., que tem histórico de ser contra escolhas de running backs no primeiro round, disse que “Barkley é um talento único na vida."
De acordo com Ian Rapoport, o Cleveland Browns estava "considerando fortemente" a seleção de Barkley em primeiro lugar, o que teria feito dele o primeiro running back desde Ki-Jana Carter a ser selecionado em primeiro lugar no geral.
| Altura                                                                      | Peso   | Comprimento do braço | Tamanho da mão | Corrida de 40 jardas | Corrida de 10 jardas | Corrida de 20 jardas | 20-ss  | Salto Vertical | BP            |
| --------------------------------------------------------------------------- | ------ | -------------------- | -------------- | -------------------- | -------------------- | -------------------- | ------ | -------------- | ------------- |
| 1,83 m                                                                      | 106 kg | 0.80 m               | 0.24 m         | 4.40 s               | 1.54 s               | 2.57 s               | 4.24 s | 1.04 m         | 29 repetições |
| Todos os valores da NFL Combine. Destaques da Barkley desempenho no YouTube |        |                      |                |                      |                      |                      |        |                |               |

O New York Giants selecionou Barkley como a segunda escolha geral no Draft de 2018. Em 22 de julho de 2018, Barkley assinou um contrato de quatro anos no valor de US $ 31,2 milhões totalmente garantidos, com um bônus de assinatura de US $ 20,76 milhões, com US $ 15 milhões do bônus recebido imediatamente.

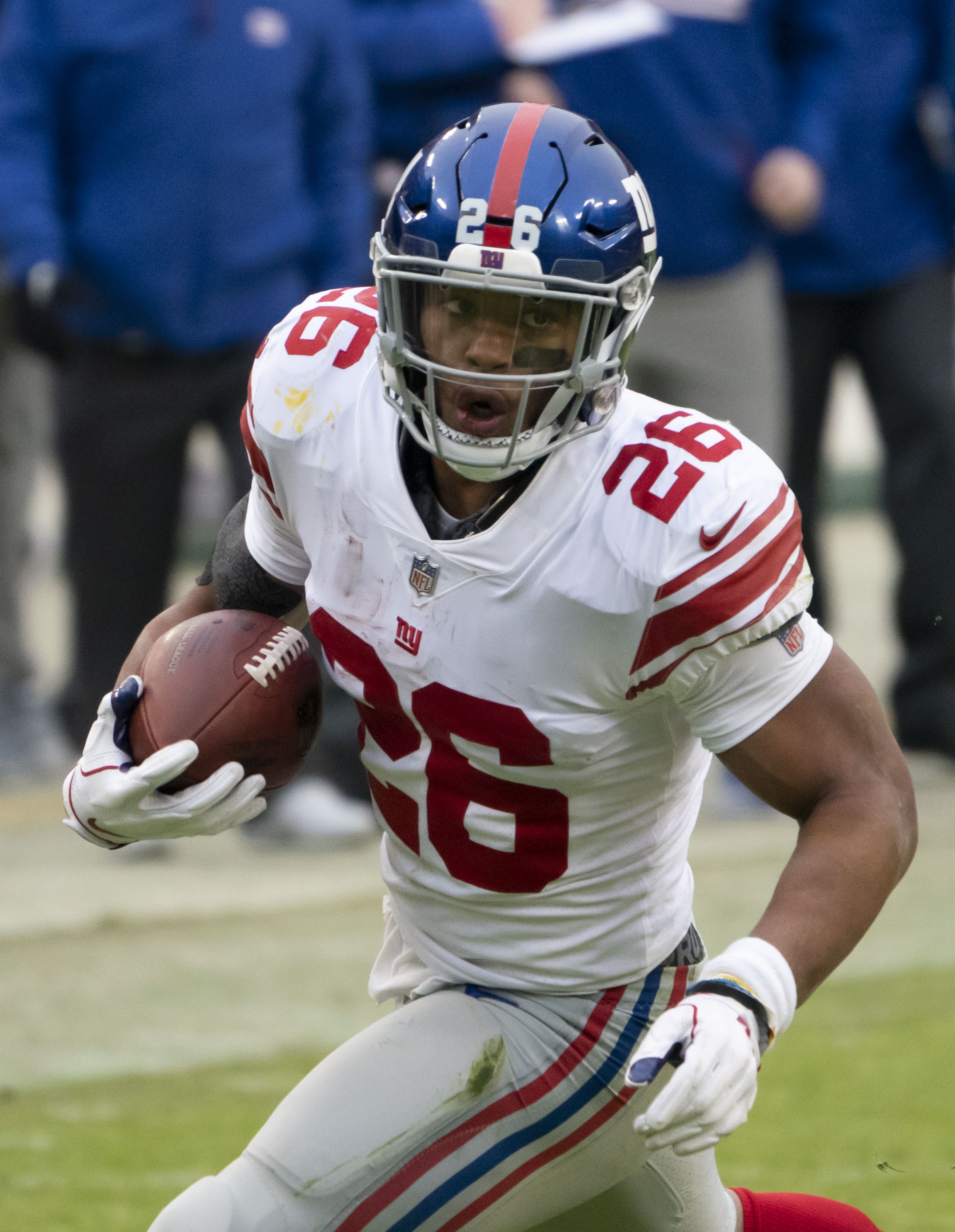
Barkley em 2018.

Ele marcou seu primeiro touchdown da NFL em uma corrida de 68 jardas, na primeira semana da temporada de 2018 contra o Jacksonville Jaguars. No geral, ele teve 106 jardas e um touchdown na derrota por 20-15. Na semana seguinte, em uma derrota por 20-13 para o Dallas Cowboys, Barkley estabeleceu um recorde da franquias para mais recepções com 14. Na semana 3, uma vitória de 27-22 sobre o Houston Texans, ele registrou 82 jardas e um touchdown além de cinco recepções para 35 jardas. Na semana seguinte, em uma derrota para o New Orleans Saints, ele teve outro jogo com 100 jardas além de um touchdown terrestre. Na semana 5, contra o Carolina Panthers, ele registrou quatro recepções para 81 jardas e dois touchdowns junto com 48 jardas terrestres na derrota por 33-31. Durante o jogo contra Philadelphia Eagles na semana 6, Barkley terminou com 130 jardas terrestre e 99 jardas de recepção, totalizando 229 jardas quando os Giants perderam por 34-13.
Em 13 de março de 2024, Barkley assinou um contrato de três anos com o Philadelphia Eagles. Em dezembro deste mesmo ano, no seu primeiro ano com os Eagles, Barkley cruzou a marca de 2 000 jardas em uma temporada, tornando-se apenas o nono running back na história da NFL a fazer isso. Ele foi eleito "Jogador Ofensivo do Ano" por sua performance nesta temporada. Ele foi peça fundamental da vitória dos Eagles sobre o Kansas City Chiefs no Super Bowl LIX.

### Estatísticas
| Ano      | Time     | Jogos | Jogos | Correndo | Correndo | Correndo | Correndo | Correndo | Recebendo | Recebendo | Recebendo | Recebendo | Recebendo | Fumbles | Fumbles  |
| Ano      | Time     | JD    | JT    | Ten      | Jardas   | Média    | Lng      | TD       | Rec       | Jardas    | Média     | Lng       | TD        | Fum     | Perdidos |
| -------- | -------- | ----- | ----- | -------- | -------- | -------- | -------- | -------- | --------- | --------- | --------- | --------- | --------- | ------- | -------- |
| 2018     | NYG      | 16    | 16    | 261      | 1 307    | 5,0      | 78       | 11       | 91        | 721       | 7,9       | 57        | 4         | 0       | 0        |
| 2019     | NYG      | 13    | 13    | 217      | 1 003    | 4,6      | 68       | 6        | 52        | 438       | 8,4       | 65        | 2         | 1       | 0        |
| 2020     | NYG      | 2     | 2     | 19       | 34       | 1,8      | 8        | 0        | 6         | 60        | 10,0      | 20        | 0         | 0       | 0        |
| 2021     | NYG      | 13    | 13    | 162      | 593      | 3,7      | 41       | 2        | 41        | 263       | 6,4       | 54        | 2         | 2       | 1        |
| 2022     | NYG      | 16    | 16    | 295      | 1 312    | 4,4      | 68       | 10       | 57        | 338       | 5,9       | 41        | 0         | 1       | 0        |
| 2023     | NYG      | 14    | 14    | 247      | 962      | 3,9      | 36       | 6        | 41        | 280       | 6,8       | 46        | 4         | 2       | 2        |
| 2024     | PHI      | 16    | 16    | 345      | 2 005    | 5,8      | 72       | 13       | 33        | 278       | 8,4       | 43        | 2         | 2       | 1        |
| Carreira | Carreira | 90    | 90    | 1 546    | 7 216    | 4,7      | 78       | 48       | 321       | 2 378     | 7,4       | 65        | 14        | 8       | 4        |

## Vida pessoal
Barkley é filho de Alibay Barkley e Tonya Johnson. Ele tem dois irmãos, Rashard Johnson e Ali Barkley, e duas irmãs, Shaquona e Aliyah Barkley. Seu tio-avô é o ex-campeão dos médios da WBC, Iran Barkley.
Em 9 de março de 2018, foi anunciado que a Câmara da Pensilvânia votou a favor de que o dia 14 de março fosse o "Saquon Barkley Day" na Pensilvânia. Em 29 de março, Barkley e sua família participaram de um desfile em sua cidade natal, Coplay, na Pensilvânia, que incluía a banda da Whitehall High School e crianças da liga onde Barkley jogava futebol juvenil. O desfile atraiu cerca de 5.000 participantes. Oficiais da cidade e do desfile disseram: "Queríamos que ele soubesse que ele tem sua cidade natal, não importa para onde ele vá".
Barkley tem uma filha, Jada Clare Barkley, com sua namorada, Anna Congdon. Ela nasceu em 24 de abril de 2018, dois dias antes de Barkley ser selecionado pelos New York Giants.